# Савва (Шпаковский)
Епископ Са́вва (в миру Симеон Шпако́вский; ум. 29 июля 1749, Коломна) — епископ Русской православной церкви, епископ Коломенский и Каширский.

## Биография
В 1720 году назначен наместником в Борисоглебский монастырь в городе Чернигове.
С 1722 года занимал должность архимандрита Нежинского Благовещенского (Назарет-Богородичный) монастыря Черниговской епархии.
В декабре 1729 года был переведён в Москву.
18 февраля 1739 года хиротонисан во епископа Архангельского и Холмогорского.
30 июня 1740 года отец Савва был переведён на Коломенскую кафедру.
Савва Шпаковский скончался 29 июля 1749 года и был погребён в Коломенском соборе.